# Port Macquarie
Port Macquarie je australské město ve státě Nový Jižní Wales. Leží 390 km na severu od Sydney. Port Macquarie je přístav i turistické město při ústí řeky Hastings do Tichého oceánu.